# The Soul Man
The Soul Man (Arbeitstitel: Have Faith) ist eine US-amerikanische Fernsehserie und ein Spin-off der Serie Hot in Cleveland. Die Serie beschäftigt sich hauptsächlich mit dem Leben von Boyce Ballentine, der auch „The Voice“ genannt wird. Dieser zieht von Las Vegas zurück nach St. Louis, um dort als Priester in der Kirche seines Vaters zu predigen.

## Handlung
Der R ’n’ B-Sänger Boyce Ballentine, welcher wegen seiner Stimme oft nur „The Voice“ genannt wird., war in Las Vegas in der Musikbranche sehr erfolgreich. Er zieht jedoch nach einer Glaubenserkenntnis zurück nach St. Louis. Dort möchte Boyce als Priester in der Kirche predigen, in der auch sein Vater predigt. Seine Frau Lolli und die Tochter Lyric sind jedoch nicht sehr von der Idee begeistert, da sie ihr bisheriges Leben nicht aufgeben möchten.

## Besetzung

### Hauptbesetzung

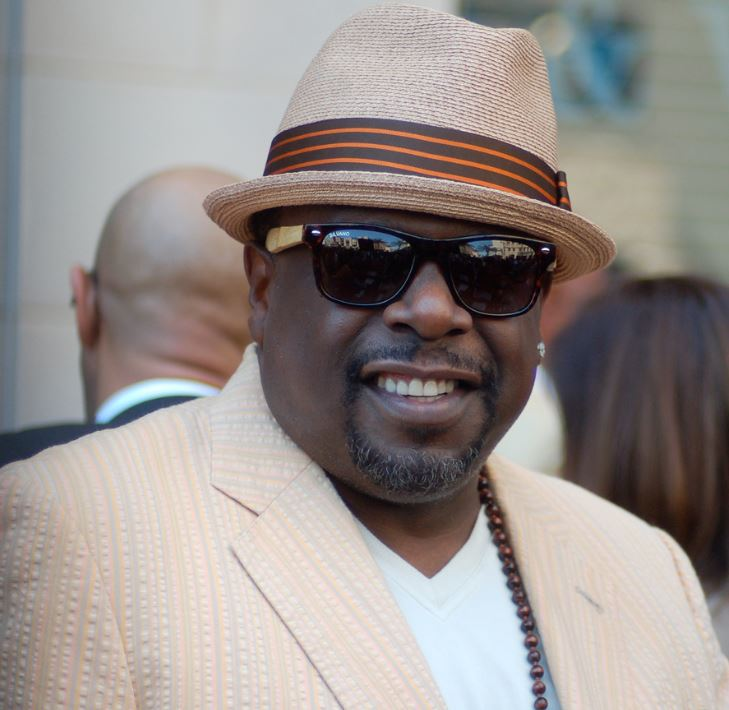
Cedric the Entertainer spielt Boyce „The Voice“ Ballentine
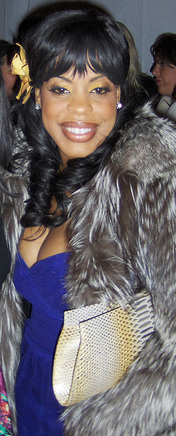
Niecy Nash spielt Lolli Ballentine

| Schauspieler           | Rollenname                                    | Hauptrolle (Folge) | Nebenrolle (Folge) |
| ---------------------- | --------------------------------------------- | ------------------ | ------------------ |
| Cedric the Entertainer | Reverend Sherman Boyce „The Voice“ Ballentine | 1.01–5.12          |                    |
| Niecy Nash             | Lolli Ballentine                              | 1.01–5.12          |                    |
| Jazz Raycole           | Lyric Ballentine                              | 1.01–1.12          | 2.09, 3.02, 3.08   |
| John Beasley           | Barton Moses Ballentine                       | 1.01–5.12          |                    |
| Wesley Jonathan        | Fletcher Emmanuel „Stamps“ Ballentine         | 1.01–5.12          |                    |

### Nebenbesetzung
| Schauspieler          | Rollenname            | Nebenrolle                  |
| --------------------- | --------------------- | --------------------------- |
| Hattie Winston        | Sister Coriann Pearly | 1.01–1.12, 2.04, 2.06, 3.07 |
| Kim Coles             | Wanda                 | 1.01–1.10                   |
| Gary Anthony Williams | Lester                | 1.01–5.12                   |
| Sherri Shepherd       | Nikki                 | 1.07                        |
| Kellee Stewart        | Kim                   | 2.01–5.11                   |

## Produktion und Ausstrahlung
Am 18. April 2011 wurde bekannt gegeben, dass Cedric the Entertainer einen Gastauftritt in der 21. Folge der zweiten Staffel der Serie Hot in Cleveland haben werde. Dort sollte er den Protagonistinnen bei ihren Problemen helfen. Die Folge mit dem Titel Bridezelka diente als Backdoor-Pilotfolge für The Soul Man. Sie wurde von der auch für Hot in Cleveland tätigen Drehbuchautorin Suzanne Martin geschrieben und am 24. August 2011 ausgestrahlt.
Im November 2011 wurde Niecy Nash für die weibliche Hauptrolle verpflichtet. Des Weiteren stießen John Beasley als Boyced Vater, Wesley Jonathan als sein Bruder und Jazz Raycole als seine Tochter zur Besetzung hinzu.
Die Pilotfolge wurde von Cedric the Entertainer selbst und, wie schon der Backdoor-Pilot, von Suzanne Martin geschrieben. Als ausführende Produzenten dienten Sean Hayes und Todd Milliner. Dreh der Folge war am 2. Dezember 2011.
Am 12. Januar 2012 bestellte TV Land offiziell eine erste Staffel der Serie in Form von 12 Folgen unter dem Namen Have Faith. Im März 2012 erfolgte die Umbenennung in The Soul Man.
Die erste Folge der Serie wurde am 20. Juni 2012 ausgestrahlt. Die letzte Folge der ersten Staffel wurde am 5. September 2012 gesendet. Im Dezember desselben Jahres wurde die Serie offiziell um eine zehnteilige zweite Staffel verlängert, deren Ausstrahlung am 19. Juni begann und am 28. August 2013 endete. Anfang Dezember gab TV Land die Verlängerung um eine dritte Staffel bekannt, die aus acht Episoden besteht. Ausgestrahlt wurde die Staffel vom 26. März bis zum 14. Mai 2014. Im August 2014 erfolgte die Verlängerung um eine zwölfteilige vierte Staffel. Diese wurde vom 18. März bis zum 27. Mai 2015 ausgestrahlt. Ende Juli wurde die Serie um eine finale fünfte Staffel verlängert, welche wiederum aus zwölf Folgen besteht. Das Serienfinale wurde am 22. Juni 2016 gesendet.

## Rezeption
Christian Junklewitz von Serienjunkies.de schrieb, dass „Die Sitcom […] vom Charisma ihres Stars und von der Sympathie, die man seiner Figur entgegenbringt [lebt]. Selbst dort, wo er irrt (als er beispielsweise die Damen in der Kirche besticht, damit sie den Friseursalon seiner Frau besuchen), strahlt er Menschlichkeit und Wärme aus.“ Das Konzept „wandelt damit auf Pfaden, die im Ansatz schon Whoopi Goldberg in Sister Act sehr erfolgreich beschritten hat. Und auch „The Soul Man“ hat einen gelungenen Start hingelegt: als (hinter „Hot in Cleveland“) bislang zweiterfolgreichste Serienpremiere auf TV Land.“ Alles in allem sei die Sitcom jedoch „gewiss kein Offenbarungserlebnis. Aber es ist eine sympathische Feel-Good-Serie mit einem knuffigen Hauptdarsteller, auf den die Produktion einfach perfekt zugeschnitten ist.“
Die Serie erhielt bei Metacritic ein Metascore von 65/100 basierend auf 9 Rezensionen.